# Communauté de communes du Val de Meuse et de la Vallée de la Dieue
Die Communauté de communes du Val de Meuse et de la Vallée de la Dieue ist ein ehemaliger französischer Gemeindeverband mit der Rechtsform einer Communauté de communes im Département Meuse in der Region Lothringen. Sie wurde am 10. Dezember 2004 gegründet und umfasste sieben Gemeinden. Der Verwaltungssitz befand sich im Ort Dieue-sur-Meuse.

## Historische Entwicklung
Mit Wirkung vom 1. Januar 2017 fusionierte der Gemeindeverband mit der Communauté de communes Meuse-Voie Sacrée und bildete so die Nachfolgeorganisation Communauté de communes Val de Meuse-Voie Sacrée.

## Ehemalige Mitgliedsgemeinden
1. Ambly-sur-Meuse
2. Belrupt-en-Verdunois
3. Dieue-sur-Meuse
4. Dugny-sur-Meuse
5. Génicourt-sur-Meuse
6. Rupt-en-Woëvre
7. Sommedieue